# Bretagne Classic 2017
La 81.ª edición de la clásica ciclista Bretagne Classic (oficialmente: Bretagne Classic - Ouest-France) se celebró en Francia el 27 de agosto de 2017 sobre un recorrido de 241,71 kilómetros por los alrededores de la región de Bretaña, con inicio y llegada en la ciudad de Plouay.
La carrera formó parte del UCI WorldTour 2017, siendo la trigésima segunda competición del calendario de máxima categoría mundial.
La carrera fue ganada por el corredor italiano Elia Viviani del equipo Team Sky, en segundo lugar Alexander Kristoff (Katusha-Alpecin) y en tercer lugar Sonny Colbrelli (Bahrain-Merida).

## Recorrido
La Bretagne Classic dispuso de un recorrido total de 241,71 kilómetros, donde los ciclistas en la parte final disputaron un circuito de 10 vueltas de 13,9 kilómetros hasta la línea de meta.

## Equipos participantes
Tomaron parte en la carrera 25 equipos: 18 de categoría UCI WorldTour 2017 invitados por la organización; 7 de categoría Profesional Continental. Formando así un pelotón de 200 ciclistas de los que acabaron 122. Los equipos participantes fueron:
| WorldTeams (18)- AG2R La Mondiale - Cannondale-Drapac - FDJ - Astana - Lotto NL-Jumbo - BMC Racing Team - Bahrain-Merida - Bora-Hansgrohe - Dimension Data - Lotto-Soudal - Movistar Team - Quick-Step Floors - Orica-Scott - Katusha-Alpecin - Sky - UAE Team Emirates - Team Sunweb - Trek-Segafredo Equipos continentales profesionales (7)- Direct Énergie - Bardiani CSF - Fortuneo-Oscaro - Cofidis, Solutions Crédits - Wilier Triestina-Selle Italia - Wanty-Groupe Gobert - Delko Marseille Provence KTM |
| |

## Clasificaciones finales
- Las clasificaciones finalizaron de la siguiente forma:[4]

### Clasificación general
| \| Clasificación general \| Clasificación general \| Clasificación general \| Clasificación general \| Clasificación general \| \| Ciclista \| Ciclista \| Equipo \| Tiempo \| \| \| --------------------- \| --------------------- \| -------------------------- \| --------------------- \| --------------------- \| \| 1.º \| Elia Viviani \| Team Sky \| 5 h 51 min 39 s \| \| \| 2.º \| Alexander Kristoff \| Katusha-Alpecin \| + 0 s \| \| \| 3.º \| Sonny Colbrelli \| Bahrain-Merida \| + 0 s \| \| \| 4.º \| Sep Vanmarcke \| Cannondale-Drapac \| + 0 s \| \| \| 5.º \| Michael Matthews \| Team Sunweb \| + 0 s \| \| \| 6.º \| Ruben Guerreiro \| Trek-Segafredo \| + 0 s \| \| \| 7.º \| Edvald Boasson Hagen \| Dimension Data \| + 0 s \| \| \| 8.º \| Nacer Bouhanni \| Cofidis, Solutions Crédits \| + 0 s \| \| \| 9.º \| Simone Consonni \| UAE Team Emirates \| + 0 s \| \| \| 10.º \| Greg Van Avermaet \| BMC Racing Team \| + 0 s \| \| |                      |                            |                 |
| |                      |                            |                 |
| Fuente: ProCyclingStats |                      |                            |                 |
| Clasificación general |                      |                            |                 |
| Ciclista | Ciclista             | Equipo                     | Tiempo          |
| 1.º | Elia Viviani         | Team Sky                   | 5 h 51 min 39 s |
| 2.º | Alexander Kristoff   | Katusha-Alpecin            | + 0 s           |
| 3.º | Sonny Colbrelli      | Bahrain-Merida             | + 0 s           |
| 4.º | Sep Vanmarcke        | Cannondale-Drapac          | + 0 s           |
| 5.º | Michael Matthews     | Team Sunweb                | + 0 s           |
| 6.º | Ruben Guerreiro      | Trek-Segafredo             | + 0 s           |
| 7.º | Edvald Boasson Hagen | Dimension Data             | + 0 s           |
| 8.º | Nacer Bouhanni       | Cofidis, Solutions Crédits | + 0 s           |
| 9.º | Simone Consonni      | UAE Team Emirates          | + 0 s           |
| 10.º | Greg Van Avermaet    | BMC Racing Team            | + 0 s           |

## UCI World Ranking
La Bretagne Classic otorga puntos para el UCI WorldTour 2017 y el UCI World Ranking, este último para corredores de los equipos en las categorías UCI ProTeam, Profesional Continental y Equipos Continentales. Las siguientes tablas son el baremo de puntuación y los corredores que obtuvieron puntos:
| Posición   | 1º  | 2º  | 3º  | 4º  | 5º  | 6º  | 7º  | 8º  | 9º | 10º |
| Puntuación | 400 | 320 | 260 | 220 | 180 | 140 | 120 | 100 | 80 | 68  |

| 1.º  | Elia Viviani         | Sky                        | 400 |
| 2.º  | Alexander Kristoff   | Katusha-Alpecin            | 320 |
| 3.º  | Sonny Colbrelli      | Bahrain Merida             | 260 |
| 4.º  | Sep Vanmarcke        | Cannondale-Drapac          | 220 |
| 5.º  | Michael Matthews     | Sunweb                     | 180 |
| 6.º  | Ruben Guerreiro      | Trek-Segafredo             | 140 |
| 7.º  | Edvald Boasson Hagen | Dimension Data             | 120 |
| 8.º  | Nacer Bouhanni       | Cofidis, Solutions Crédits | 100 |
| 9.º  | Simone Consonni      | UAE Emirates               | 80  |
| 10.º | Greg Van Avermaet    | BMC Racing                 | 68  |